# Піросманашвілі Ганна Степанівна
Ганна Степанівна Піросманашвілі (1919, село Мірзаані, тепер Дедоплісцкаройський муніципалітет, Грузія — ?) — грузинська радянська діячка, ланкова колгоспу імені Жданова села Узундара Цітелцкаройського району Грузинської РСР. Депутат Верховної ради СРСР 2-го скликання.

## Життєпис
Народилася в бідній селянській родині.
З 1930-х років — колгоспниця, з 1943 року — ланкова рільничої бригади колгоспу імені Жданова села Узундара Цітелцкаройського району Грузинської РСР. Збирала високі врожаї сільськогосподарських культур.
Подальша доля невідома.

## Нагороди
- медалі